# Монморанси-Бофор
Монморанси́-Бофо́р (фр. Montmorency-Beaufort) — коммуна во Франции, находится в регионе Шампань — Арденны. Департамент — Об. Входит в состав кантона Шаванж. Округ коммуны — Бар-сюр-Об.
Код INSEE коммуны — 10253.
Коммуна расположена приблизительно в 170 км к востоку от Парижа, в 55 км южнее Шалон-ан-Шампани, в 45 км к северо-востоку от Труа. Стоит на реке Вуар.

## Население
Население коммуны на 2008 год составляло 123 человека.
| 1962 | 1968 | 1975 | 1982 | 1990 | 1999 | 2008 |
| ---- | ---- | ---- | ---- | ---- | ---- | ---- |
| 158  | 167  | 128  | 114  | 111  | 121  | 123  |

## Администрация
| Период | Период | Фамилия     | Партия | Примечания |
| ------ | ------ | ----------- | ------ | ---------- |
| 2001   | 2008   | Пьер Люилье |        |            |
| 2008   |        | Мишель Бюр  |        |            |

## Экономика
В 2007 году среди 83 человек в трудоспособном возрасте (15—64 лет) 65 были экономически активными, 18 — неактивными (показатель активности — 78,3 %, в 1999 году было 72,6 %). Из 65 активных работали 64 человека (31 мужчина и 33 женщины), безработной была 1 женщина. Среди 18 неактивных 6 человек были учениками или студентами, 8 — пенсионерами, 4 были неактивными по другим причинам.

## Достопримечательности
- Успенский собор[фр.] (XVI век). Памятник истории с 1990 года[3]